# 別府ロープウェイ

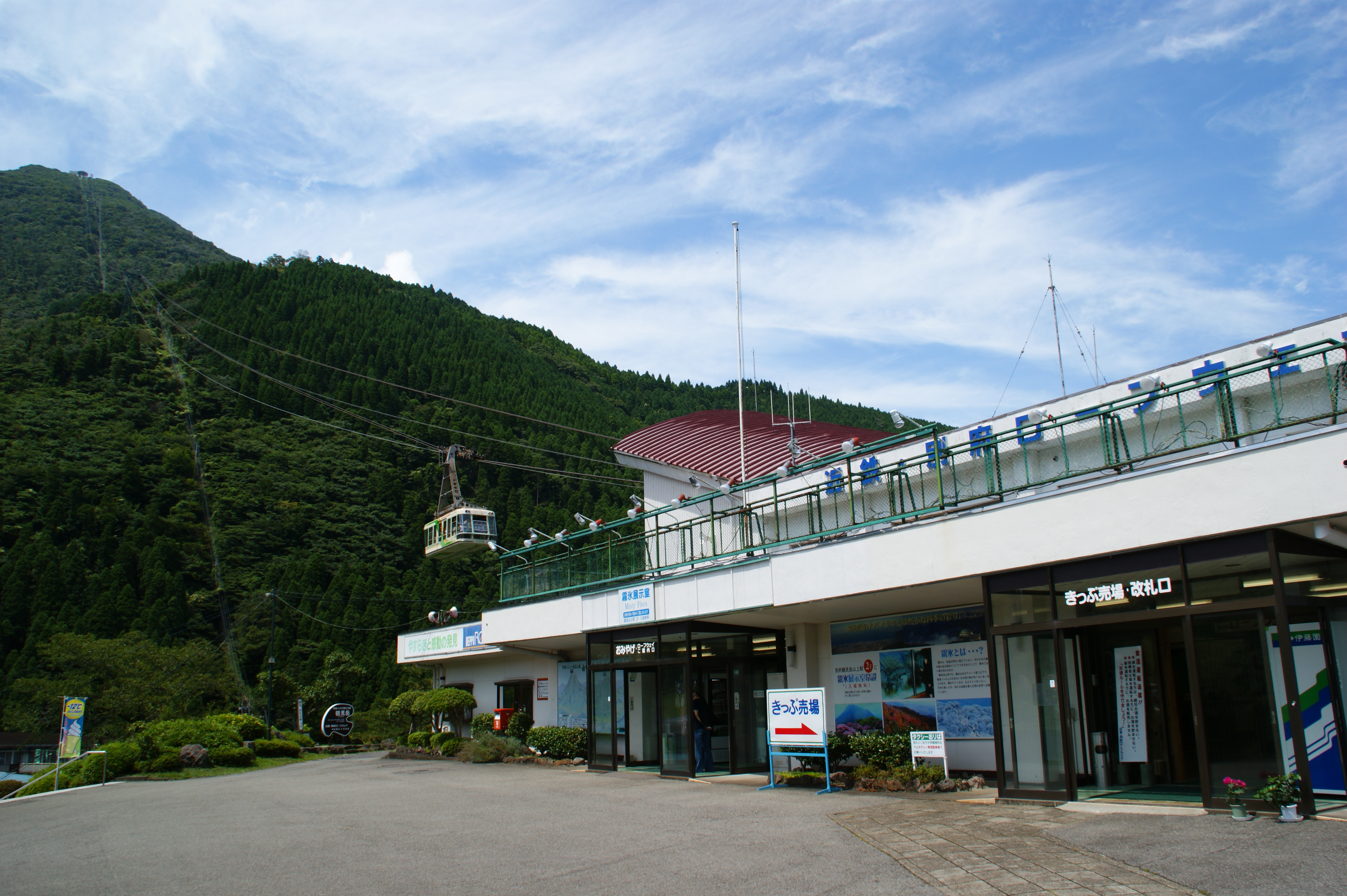
別府高原駅（2008年）

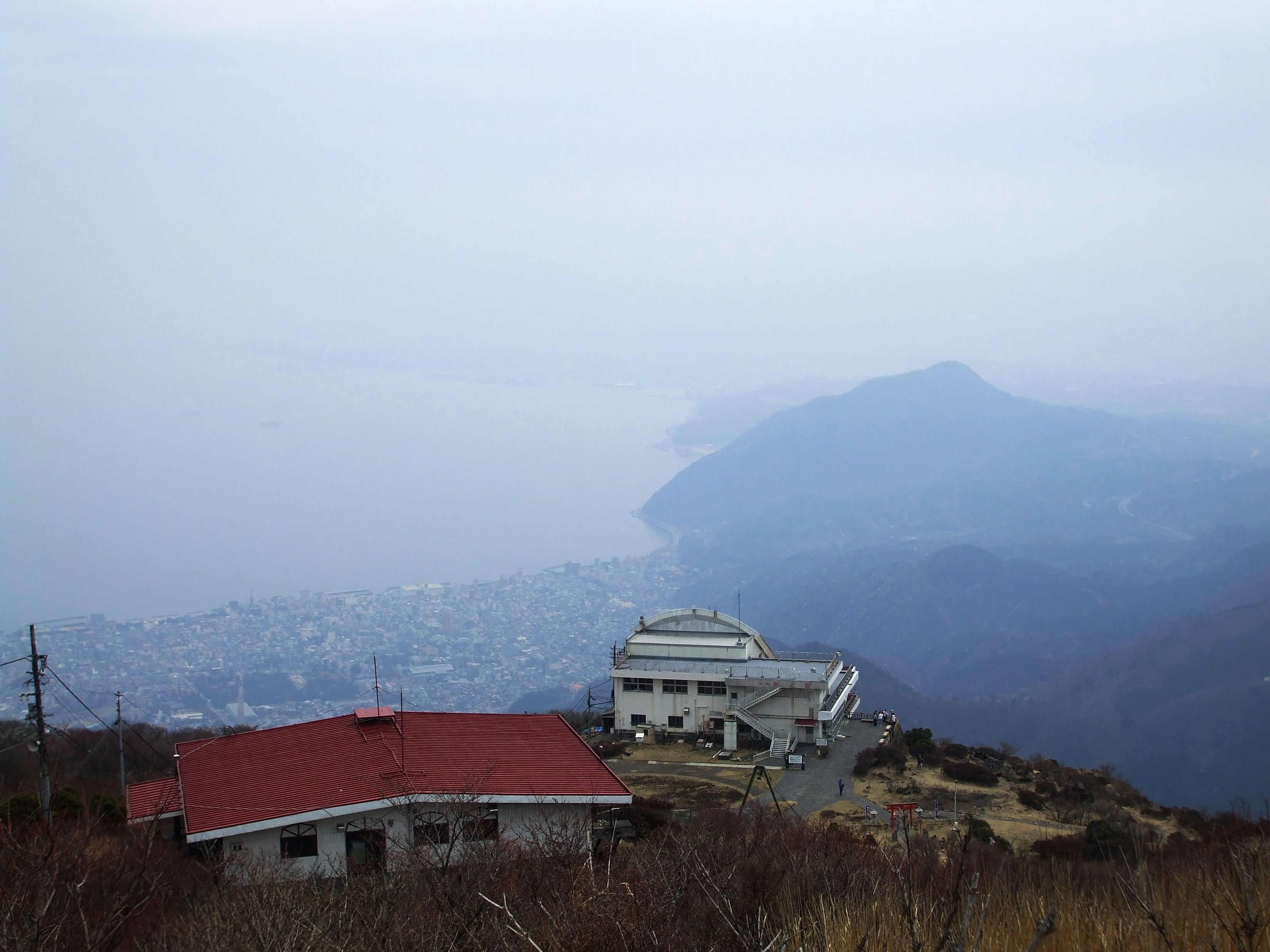
鶴見山上駅（2009年）

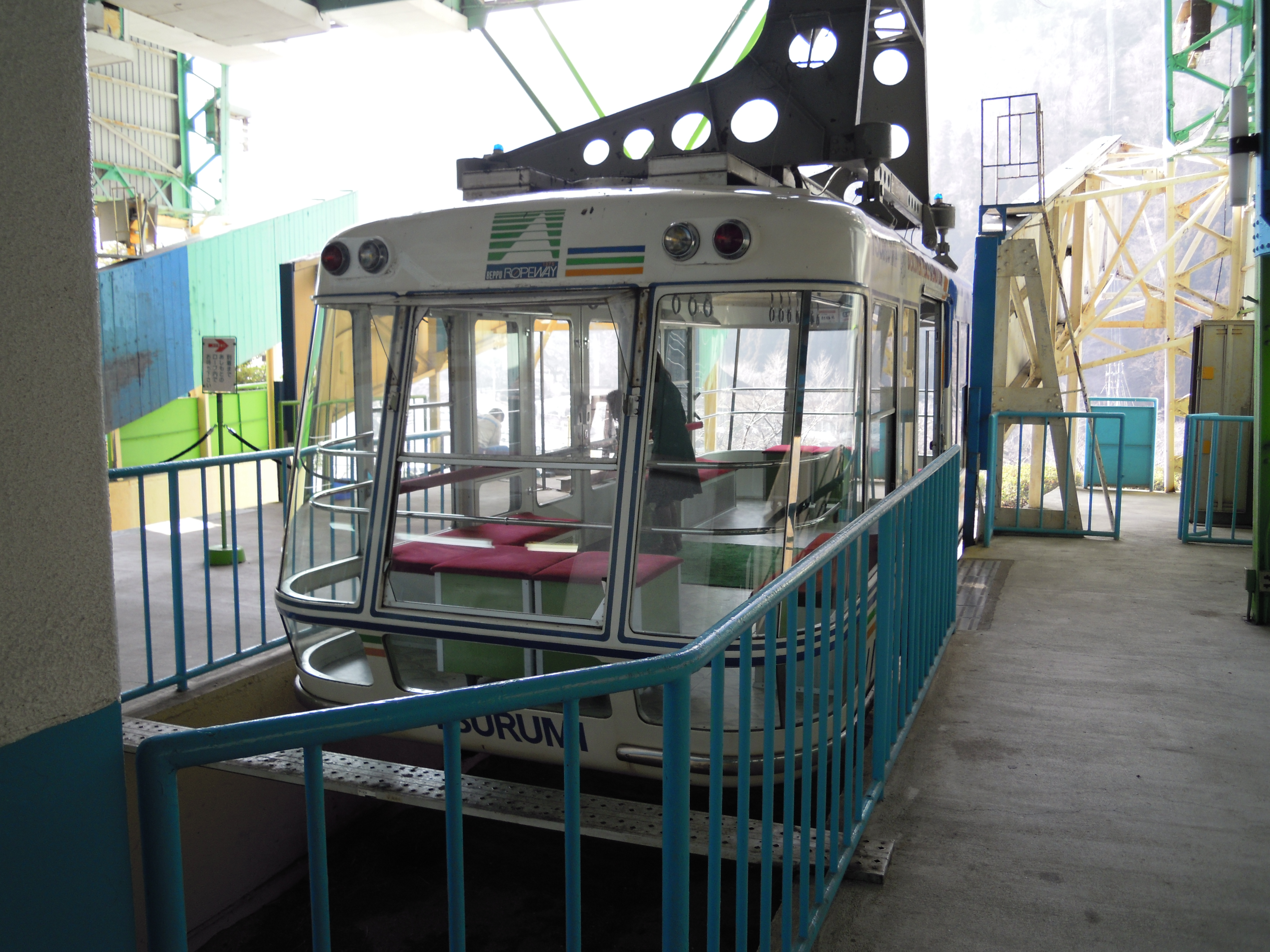
改修前のゴンドラ「つるみ」号（2010年）

別府ロープウェイ（べっぷロープウェイ）は、大分県別府市にある鶴見岳（標高1,374.5m）の山麓と山上を結ぶ索道である。近鉄グループの別府ロープウェイ株式会社が運行している。

## 概要
鶴見岳の山腹に設けられた別府高原駅（標高503m）と、山頂付近に設けられた鶴見山上駅（標高約1,300m）を約10分で結んでいる。車内からは、別府湾や由布岳、天気によっては四国やくじゅう連山などが見渡せる。鶴見山上駅から鶴見岳の頂上までは徒歩約15分。冬季には、鶴見山上駅から鶴見岳の山頂にかけて霧氷を観測することもできる。

## 沿革
1962年（昭和37年）12月21日、運行開始。運行開始当時、101人乗りの（ゴンドラ）は世界初であった。1986年（昭和61年）に搬器（ゴンドラ）を現在のものに更新。
山上駅2階には、鶴見岳の冬の名物である霧氷を一年中観察ができる人工霧氷展示装置が展示されていたが、2010年（平成22年）12月に展示を終了した。
2012年（平成24年）には、開業50周年を記念してゴンドラ2基の大規模な改修を行い、「ゆふ号」は青色、「つるみ号」は赤色に塗装された。
2018年（平成30年）7月14日には、別府高原駅を改装。内装を木目調としたほか、案内を多言語対応とし、山上の様子を中継するディスプレイが設置された。

## 路線データ
- 路線距離（営業キロ）：1,816m
- 駅数：2駅（起終点駅含む）
- 高低差：792.5m[1]
- 最大勾配：33°38′[6]
- 最高運転速度：4.1m/s[6]
- 方式：4線交走式普通索道[4]（2支索、2曵索[6]）
- 支柱：4基[6]

搬器（ゴンドラ）は「ゆふ号」と「つるみ号」の2基で、各101人乗り。20分おき（繁忙期には15分おき）に両駅間を往復運転する。

## 営業
- 営業時間
  - 夏季（3月15日-11月14日）：9：00-17：30（上り最終便 17：00）
  - 冬季（11月15日-3月14日）：9：00-17：00（上り最終便 16：30）
    - ゴールデンウィークや夏季には21:00までの夜間営業あり
    - 元旦には早朝営業（初日の出運転）あり

  - 年中無休
- 運賃
  - 一般大人（中学生以上） - 往復：1,600円 片道：1,000円
    - シニア（70歳以上）、中学生は200円引き

  - 一般小人（4歳以上） - 往復：800円 片道：500円[9]

## アクセス
- JR九州日豊本線別府駅から亀の井バス由布院駅前バスセンター行きで約20分、別府ロープウェイ停留所下車。

## 別府ロープウェイ株式会社
別府ロープウェイ株式会社（べっぷロープウェイ）は、大分県別府市大字南立石に本社を置く近鉄グループの企業。
別府ロープウェイの運行を中心に、別府ロープウェイ高原駅付近にある山野草館や、九州焼酎館の経営も行っている。水分峠の水分峠レストハウスは、2009年5月末で閉鎖した。